# Monodora carolinae
Monodora carolinae är en kirimojaväxtart som beskrevs av Couvreur. Monodora carolinae ingår i släktet Monodora och familjen kirimojaväxter. Inga underarter finns listade i Catalogue of Life.